# Jean-Jacques Aublanc
Jean-Jacques Aublanc est un réalisateur français né en 1950.

## Biographie
Pendant ses études en histoire ( Sorbonne ), il est élu membre du bureau national (BN) de l'UNEF Renouveau en 1971-1972.

## Filmographie

### Réalisateur
- 1982 : Un matin rouge
- 1984 : Les Maîtres du soleil
- 1986 : Le Boulot du diable
- 1991 : La Source

### Assistant réalisateur
- 1974 : La Cage de Pierre Granier-Deferre
- 1975 : Duelle de Jacques Rivette
- 1975 : Noroit de Jacques Rivette
- 1976 : Le Locataire de Roman Polanski
- 1977 : Préparez vos mouchoirs de Bertrand Blier
- 1979 : L'Adoption de Marc Grunebaum
- 1980 : Le Rebelle de Gérard Blain

### Acteur
- 1980 : Le Rebelle de Gérard Blain

### Directeur de production
- 1978 : Madame le juge,